# アイウエオリババ
アイウエオリババとは、小学校の学芸会に使われる、アラビアンナイトの「アリババと40人の盗賊」が原作の、生越嘉治作の児童劇の物語、またはその主人公である。

## あらすじ
昔、ペルシャにアリババ、イリババ、ウリババ、エリババ、オリババの五人からなる五つ子（アイウエオリババ）がいた。ある日、アイウエオリババが山へ薪を採りに行った。その時、盗賊の秘密の洞穴を見つけた。するとそこに盗賊達がやって来た。盗賊達は「開け、ゴマ」という呪文で扉を開けて洞窟の中に宝物を入れ、「閉じよ、ゴマ」という呪文で閉め、洞穴から去っていった。それを見ていたアイウエオリババは、呪文を覚えて「開け、ゴマ」で開けてみた。中に入っていた宝物を持っていって、「閉じよ、ゴマ」で閉め、宝物を街の人たちに分けてきた。街の人達は喜び、宝物を大切にした。
ある日、それを知ったカシムとカシムの妻は、アイウエオリババに無理矢理呪文を聞き出し、洞穴の前に行った。だが、呪文を忘れてしまい、ひたすら「開け」に、穀物の名をつけて言ってみた。ようやく「ゴマ」と判って扉が開き、宝物を持って行くところを盗賊達に見つかってしまい、殺されそうになったが、そこにアイウエオリババが現れる。自分たちが金貨を取ったといい、盗賊達が洞穴に入った際に、アイウエオリババが「閉じよ、ゴマ」で扉を閉めたため助かった。そして街に帰ると、人々からお礼を言われた。

## 登場人物
登場人物の種類は約8種。

### アイウエオリババ
アリババ、イリババ、ウリババ、エリババ、オリババの8歳の五つ子。町の人に宝物を分けてあげたり、盗賊から町の人を守ったりと、優しい心がある。「ひらげごま」「とじよごま」の呪文の岩の開閉をやってみる等、好奇心旺盛でもある。アリババは五つ子の中のリーダー的存在。ウリババは五人の中で一番台詞が少ない。オリババは副リーダー。

### 町の人
町の人1〜10
24歳～68歳。ペルシャの街に住んでいる。

### 盗賊
かしら
60歳。7〜15人程度いる盗賊の中の頭。手下に指示を出す。
盗賊1〜10
40歳〜59歳。

### カシム/カシムの奥さん
カシム
24歳。アイウエオリババの兄。金持ちで欲張り。「ひらけ」の後に続く言葉を忘れる等、すこし頓珍漢である。
カシムの妻
24歳。金持ちだが欲張りではない。カシムとは8年前に結婚。

## 劇中歌
劇中歌は全てが、生越嘉治作詞、星野健作曲。

### 曲一
1. 1番　アイウエオリババが薪を採りに行くところ
2. 2番　アイウエオリババが宝物を街へ持っていくところ
3. 3番　町の人がアイウエオリババに宝物を分け与えるところ
4. 4番　アイウエオリババが盗賊を捕まえたところ

### 曲二
1. 1番　盗賊が登場するところ
2. 2番　カシムとカシムの奥さんが洞穴に近づくところ